# ناديا منفوخ
ناديا جميل منفوخ (10 أبريل 1983 -)، مغنية سورية. ولدت في معرة النعمان.

## نشأتها
ولدت ناديا في معرة النعمان، مدينة أبي العلاء المعري في محافظة إدلب وتقيم في مدينة حلب، لأسرة فنية.
ناديا هي البنت الصغرى لعائلة متوسطة الحال والتي تتكون من والدتها ووالدها جميل المنفوخ وأخ وأختين. ولعبت عائلتها دورًا كبيرًا في تشجيعها على الغناء ودراسة الموسيقى.

## دراستها
تلقت ناديا تعليمها الابتدائي في مدرسة «عبد الفتاح قزيز» ثم أتمت دراستها الإعدادية والثانوية في مدرسة «أبي علاء المعري للبنات». وتعلمت العزف على آلة العود في سن الثامنة.
التحقت ناديا بمعهد الموسيقى العربي في حلب عقب انتهائها من دراستها الثانوية، ودرست السولفيج.
تتلمذت ناديا على يد «عبد الحميد تناري» –- وعلى يد الأستاذ «عم محمد قصاص أكاديمي».

## مشوارها الفني
بدأت الغناء في عمر السادسة في المدرسة، وبعد تخرجها ودراستها للموسيقى أحيت العديد من الفعاليات المحلية في سوريا وقامت بإحياء العديد من الحفلات في عديد من البلدان منها روسيا وتونس وبلدان أخرى.
شاركت ناديا في العديد من المسابقات الغنائية وحازت على الكثير من الجوائز. وشاركت في مهرجان قرطاج في تونس لعام 2003 مع فرقة الأستاذ والباحث الموسيقي «عبد الرحمن جبقجي» حيث قدمت لها وزارة الثقافة في تونس شهادة تقدير كأحسن صوت نسائي.

## هواياتها واهتمامتها
تحب الموسيقى، السباحة، الرياضة، قيادة السيارات، ركوب الخيل، كتابة الشعر
كان لناديا بعض التجارب الشعرية ولكن تميزت تجربة ناديا الشعرية انها بطيئة حيث انها لا تحب ان يقال عنها شاعرة ولكن هي فقط تهوى الكتابة وتكتب بعض الخواطر وابيات الشعر على حسب الهامها فقط ولكن لا تحترف الكتابة.

## مشاركتها في arab idol
تعد مشاركة ناديا في برنامج عرب ايدول في موسمه الأول لعام 2012، نقلة نوعية في طريقها الفني حيث انها اشتهرت في هذا البرنامج على مستوى الوطن العربي والعالم. قدمت فيه العديد من الألوان الغنائية مثل القدود الحلبية في أغنية أول عشرة محبوبي و«يا لايمي بالهوا العذري» وكانت هذه الأغنية هي أول مشاركة لها في تجارب الأداء، ثم انتقلت الي المراحل المتقدمة للبرنامج وقدمت اللون الخليجي في أغنية «ابيك بعيوبك»، ودمجت بين التراث السوري واللبناني في أغنية «ع العين موليتين للمطربة سميرة توفيق»، واللون المصري في أغنية «يا مسافر وحدك» و«وحشتني» والعديد من الأغاني الأخرى، ثم تأهلت ناديا للمرحلة النهائية من البرنامج والتي كانت تضم أربعة متسابقين فقط.
وقد خرجت من البرنامج بعد دخولها المربع الذهبي والذي ضم كل من المصرية كارمن سليمان التي حازت على لقب البرنامج والمغربية دنيا بطمة والأردني يوسف عرفات.
تعد أول أغنية لها هي أغنية «هوني يا سمرة» وهي من «التراث السوري» وقامت بغنائها في مهرجان الأغنية السورية بحلب.
تمتلك ناديا البوم خاص بها باسم «برده خلصينا يامو» والذي يضم أربع أغاني منها أغنية «برده» كلمات الشاعر الغنائي المعروف «صفوح شغالة» وألحان جورج ماردوروسيان.
وذلك بالإضافة الي غنائها العديد من الأغاني الكبيرة لمشاهير الوطن العربي بصوتها في الحفلات التي احيتها.

### الأغاني الرسمية للتصفيات
| التصفية         | الأغنية                | المطرب الأصلى   |
| --------------- | ---------------------- | --------------- |
| التجارب (لبنان) | يالايمي                | قدود حلبية      |
| التجارب (لبنان) | حب ايه                 | أم كلثوم        |
| الأولى          | ع الندا الندا          | صباح            |
| الثانية         | أول عشرة محبوبي        | قدود حلبية      |
| الثالثة         | دبنا ع غيابك           | جورج وسوف       |
| الرابعة         | يامسافر وحدك           | محمد عبد الوهاب |
| الخامسة         | أبيك بعيوبك            | عبد الله رويشد  |
| السادسة         | ع العين موليتين        | سميرة توفيق     |
| السابعة         | عهد الله               | ملحم بركات      |
| السابعة         | لزرعلك بستان ورود      | فؤاد غازي       |
| الثامنة         | أندلسيات - عيد العزابة | فيروز           |
| الثامنة         | وحشتني                 | سعاد محمد       |

## ألبوماتها
- برده خلصينا يامو.

## وصلات خارجية
- موقع ناديا منفوخ الرسمي
- صفحة تعريفية بناديا منفوخ مشتركة برنامج arab idol في قناة mbc
- آراب آيدول
- خروج المتسابقة ناديا منفوخ من برنامج arab idol ومنح لجنة تحكيم البرنامج ناديا منفوخ لقب «المعلمة»